# Laura Karpman
Laura Karpman, née le 1er mars 1959 à Los Angeles, est une compositrice américaine de musique de film et principalement de série télévisée.

## Filmographie

### À la télévision
- 1989 : La Femme de mon frère (My Brother's Wife)
- 1990 : Rita Hayworth: Dancing Into the Dream
- 1990 : WIOU
- 1991 : The Sitter
- 1992 : The Broken Cord
- 1992 : Doing Time on Maple Drive
- 1992 : Justice pour mon fils (A Child Lost Forever: The Jerry Sherwood Story)
- 1993 : Based on an Untrue Story
- 1993 : Shameful Secrets
- 1993 : La Justice du désespoir (A Mother's Revenge)
- 1994 : Une leçon de courage (Moment of Truth: To Walk Again)
- 1994 : Moment of Truth: Broken Pledges
- 1994 : A Century of Women
- 1994 : Une inconnue dans la maison (Moment of Truth: A Mother's Deception)
- 1994 : The Wonderful World of Disney: 40 Years of Television Magic
- 1995 : Les Tourments du destin (A Woman of Independent Means)
- 1995 : Abandonnée et trahie (Abandoned and Deceived)
- 1995 : De l'amour à l'enfer (If Someone Had Known)
- 1996 : Sex, Censorship and the Silver Screen
- 1996 : En souvenir de Caroline (A Promise to Carolyn)
- 1996 : À la recherche de la vie (A Stranger to Love)
- 1996 : Blue Rodeo
- 1997 : Les Derniers paradis sur Terre (The Living Edens)
- 1998 : Emma's Wish
- 1999 : Dash and Lilly
- 1999 : Le Pacte de la haine (Brotherhood of Murder)
- 2000 : Run the Wild Fields
- 2000 : Le Rêve de Frankie (Frankie & Hazel)
- 2000 : Un choix difficile (Love Lessons)
- 2000 : The Moving of Sophia Myles
- 2001 : The Princess & the Marine
- 2001 : Egypt Beyond the Pyramids
- 2001 : La Dernière Chance (Within These Walls)
- 2001 : Surviving Gilligan's Island: The Incredibly True Story of the Longest Three Hour Tour in History
- 2002 : Egypt Land of the Gods
- 2002 : Plus fort que le silence (Scared Silent)
- 2002 : Odyssey 5
- 2002 : Disparition (Taken)
- 2002 : Carrie
- 2003 : Avec les yeux du cœur (More Than Meets the Eye: The Joan Brock Story)
- 2004 : Preuves d'innocence (Reversible Errors)
- 2005 : Fathers and Sons
- 2011 : Celui qui reste (Last Man Standing)
- 2012 : Sandra Chase : Une innocente en prison (Left to Die)
- 2025 : Duster

### Au cinéma
- 1996 : Lover's Knot de Peter Shaner
- 1998 : Point de rupture (Break Up) de Paul Marcus
- 1998 : Restless (en) de Jule Gilfillan
- 1999 : Climb Against the Odds (documentaire) de Karen Carlson et Steve Michelson
- 1999 : The Annihilation of Fish (en) de Charles Burnett
- 2004 : The Last Run de Jonathan Segal
- 2004 : Girl Play de Lee Friedlander
- 2005 : Le Retour du gang des champions (en) (The Sandlot 2) de David M. Evans
- 2016 : Bonjour Anne d'Eleanor Coppola
- 2018 : Petits coups montés (Set It Up) de Claire Scanlon
- 2020 : Histoires d'amour (Love is Love is Love) d'Eleanor Coppola
- 2023 : American Fiction de Cord Jefferson
- 2023 : The Marvels de Nia DaCosta
- 2025 : Captain America: Brave New World de Julius Onah

## Distinctions

### Nominations
- Oscars 2024 : Meilleure musique de film pour American Fiction